# Paper Mario: The Thousand-Year Door
Paper Mario: The Thousand-Year Door (känt som Paper Mario RPG i Japan) är ett TV-spel till Gamecube, lanserat 2004. Detta är uppföljaren till Paper Mario och föregångaren till Super Paper Mario. En remake av spelet släpptes till Nintendo Switch den 23 maj 2024.

## Handling
Mario får ett brev från prinsessan Peach, att hon tänkt ge sig ut på skattjakt och att hon gärna vill att Mario följer med. Hon skickar kartan med brevet och säger att hon väntar på honom inne i stan. Men när Mario kommer dit är hon kidnappad. Mario måste ta reda på vart hon tagit vägen vilket leder honom till en mystisk tusenårig dörr. För att öppna dörren behövs sju stycken stjärnor, som finns gömda i lika många områden runt om i världen. Skulle Mario hitta skatten är chanserna goda att han skulle hitta prinsessan Peach också, men många äventyr väntar honom innan dess.

## Speluppbyggnad
Speluppbyggnaden liknar det första Paper Mario-spelet mycket, men nu finns en hel del extra saker. Det finns totalt åtta kapitel och en prolog.
Nu gör pappersformatet nytta, de papperstunna karaktärerna är inte längre bara en del av grafiken. Mario kan nu förvandla sig till olika saker såsom pappersflygplan, pappersbåt, pappersrulle, eller så kan han bara vända på sig så han kan trycka in sig genom galler.

### Vänner
Goombario och hans vänner är borta, istället finns sju nya vänner, som allteftersom följer med Mario i jakten på prinsessan och skatten:
- Goombella, är en Goomba-flicka i 19-årsåldern som hjälper Mario genom att ge tips. Hon går med Mario i prologen; "A rogue's welcome" (Rougeport).
- Koops, är en vimsig och feg Koopa Troopa som följer med Mario för att bevisa motsatsen. Hans förmåga; att skjuta ut sitt skal för att trycka på knappar som Mario inte når. Han går med Mario i kapitel 1; "Castle and Dragon" (Petalburg).
- Flurrie, är en molnliknande storbystad ande som följer med Mario dels för hans charmiga stil, dels för att hon behöver inspiration till sin kommande teaterpjäs. Hon kan blåsa bort saker som är i vägen. Hon går med Mario i kapitel 2; "The great Boogly tree" (Boogly Woods).
- Den kaxiga Yoshin, som du själv får namnge och som kan ha olika färger (grön, röd, orange, vit, rosa, svart, mörkblå och ljusblå) har förmågan att bära Mario och sväva en kortare sträcka. Han går med Mario i kapitel 3; "For Glitz and Glory" (Glitzville).
- Vivian, är en skuggsiren, som tidigare jobbade för Shadow Queen med sina systrar Beldam och Marilyn. Hon har eldbaserade attacker och kan gömma sig i skuggorna med Mario. Hon går med Mario för att han är den första som någonsin är snäll mot henne, i kapitel 4; "For pigs the bell tolls" (Twillight Town). I den japanska versionen är hon en pojke.[källa behövs]
- Bobbery, är en Bob-omb med seglarhatt som tidigare hade en sprucken själ, men så snart han reser ut på havet igen så blir han sig själv igen. Han kan spränga bort lösa saker som är i vägen för Mario och går med Mario i kapitel 5; "The key to Pirates" (Keelhaul Key).
- Ms. Mowz, är en nålstjälande mus som hjälper Mario att hitta skatter genom att lukta sig till dem. Hon är en hemlig partner, man får henne genom att lösa hennes problem i problemplanket. Det kan man göra mellan kapitel 4 och 5.

### Strider
Idén med Star Points, Heart Points, Flower Points och Star Power består från föregångaren, men det är något utvecklat och nu finns även nya saker att experimentera med på slagfältet. Till exempel så slåss spelaren alltid på en scen med publik.
Principen att spelaren kan förstärka sina attacker eller skydda sig genom att trycka på rätt knapp vid rätt tillfälle finns redan från början i denna uppföljare. Den är dock lite utvecklad.
Nu måste spelaren även se upp för dekorationerna på scenen. Ibland kan bakgrunden kollapsa och falla över alla som befinner sig på scenen.
Publiken är viktigare än man först kan tro. De kan få för sig att kasta nyttiga saker upp på scenen, men troligare är att de kastar sten eller tomburkar. Om spelaren är uppmärksam så hinner den slå till dem med hammaren innan de hinner skada spelaren själv. Det är även publikens jubel och applåder som ger tillbaka Star Power, den fylls inte på automatiskt som i Paper Mario. Hur mycket Star Power som fylls på beror på hur bra spelaren är på slåss. Publiken blir glad och bänkarna fylls systematiskt på om kampen är bra och sevärd. Spelaren kan även flörta med, vinka till eller bara stila för publiken för att klämma ur dem lite extra Star Power.

## Sidouppdrag
Paper Mario: The Thousand-Year Door innehar förmodligen ett av de längsta, mest enerverande och mest tålamodsprövande sidouppdragen som finns, förutom kanske "Nintendo Gallery" i The Legend of Zelda: The Wind Waker. Det är kallat Pits of 100 Trials. Det går ut på att spelaren åker ner i ett rör, och möter en fiende. Spelaren besegrar den, sedan fortsätter det vidare neråt och det dyker upp en ny fiende på varje våning, det blir svårare och svårare fiender ju längre ner man kommer, och det finns totalt 100 våningar. Det finns ingen möjlighet att spara, så dör spelaren får denne börja om från början. Används röret upp igen kommer spelaren till markytan, så då får denne också börja om från början.

## Grafik
Grafiken är bättre än till första Paper Mario-spelet, då detta spel är till Gamecube och det föregående var till Nintendo 64. Annars är det mesta sig likt. Även här är alla miljöer och omgivningar i 3D, medan karaktärerna är tecknade pappersfigurer.

## Utmärkelser
Paper Mario: The Thousand-Year Door tog hem flera kategorier i Club Nintendo Awards 2004:
- Bästa handling
- Mest irriterande moment
- Bästa rollspel
- Bästa Nintendo-spel 2004